# 스가 다이키
스가 다이키(일본어: 菅 大輝, 1998년 9월 10일 ~ )는 일본의 축구 선수다.

## 구단 경력
그는 2016년부터 J리그의 홋카이도 콘사돌레 삿포로에서 뛰었다.

## 국가대표팀 경력
그는 2019년 코파 아메리카에 참가할 일본 국가대표팀에 선발되었으나 경기에 출전하지는 못하였다. 2019년 EAFF E-1 풋볼 챔피언십에 출전, 12월 14일 홍콩와의 경기에서 데뷔, 전반 8분 선제골을 넣었다.
2020년 AFC U-23 축구 선수권 대회에도 출전했다.

## 통계
| 일본 | 일본 | 일본 |
| 연도 | 출전 | 득점 |
| ---- | ---- | ---- |
| 2019 | 1    | 1    |
| 통산 | 1    | 1    |